# Wuzhou

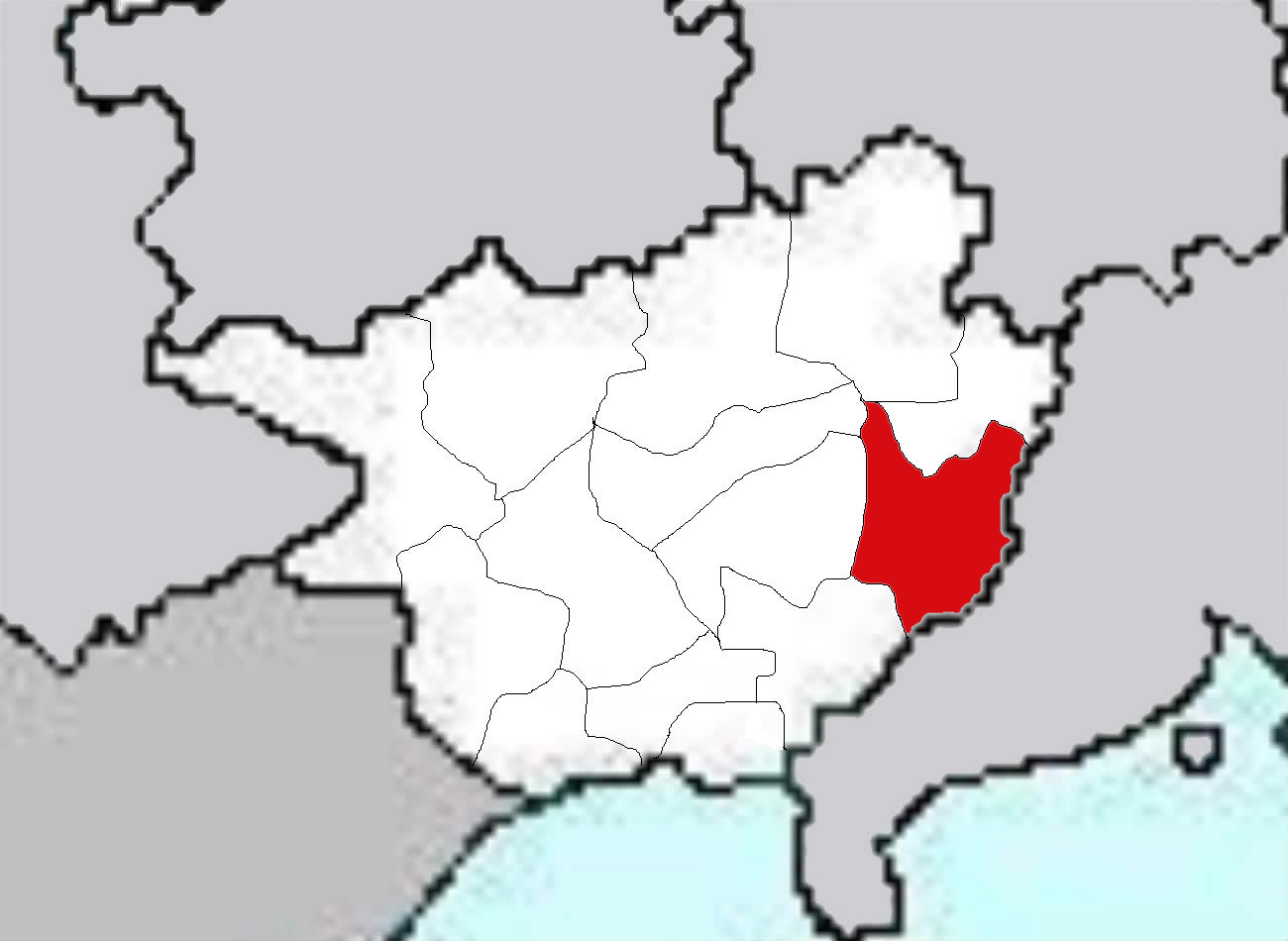
Lage Wuzhous in Guangxi

Wuzhou (chinesisch 梧州市, Pinyin Wúzhōu Shì, Jyutping Ng4zau1 Si5) ist eine bezirksfreie Stadt am Ostrand des Autonomen Gebiets Guangxi der Zhuang in der Volksrepublik China. Das Verwaltungsgebiet der Stadt hat eine Fläche von 12.571 km² und 2.820.977 Einwohner (Stand: Zensus 2020). Die meisten Bewohner der Stadt sind Han-Chinesen, was nicht überall in Guangxi der Fall ist. In Wuzhou wird Kantonesisch (Yue) gesprochen. Die Bedeutung der Stadt erklärt sich durch einen Flusshafen. Der Flughafen Wuzhou wird von mehreren Linienfluggesellschaften angeflogen.

## Einwohnerzahlen und Administrative Gliederung
Auf Kreisebene setzt sich Wuzhou aus drei Stadtbezirken, drei Kreisen und einer kreisfreien Stadt zusammen. Im Februar 2013 wurde der Stadtbezirk Dieshan aufgelöst und der Stadtbezirk Longxu neu geschaffen.
| Name                  | Wohnbevölkerung (Zensus 1. Nov. 2010) | Wohnbevölkerung (Zensus 1. Nov. 2010) | Wohnbevölkerung (Zensus 1. Nov. 2010) | mit Wohnsitz gemeldete Bevölkerung (Ende 2010) |
| Name                  | gesamt                                | Anteil in %                           | Einw. / km²                           | mit Wohnsitz gemeldete Bevölkerung (Ende 2010) |
| --------------------- | ------------------------------------- | ------------------------------------- | ------------------------------------- | ---------------------------------------------- |
| Stadt Wuzhou          | 2.882.200                             | 100                                   | 228,96                                | 3.263.013                                      |
| Stadtbezirk Wanxiu    | 138.842                               | 4,82                                  | 341,14                                | 162.031                                        |
| Stadtbezirk Dieshan   | 206.880                               | 7,18                                  | 660,96                                | 201.886                                        |
| Stadtbezirk Changzhou | 185.574                               | 6,44                                  | 490,94                                | 147.707                                        |
| Kreis Cangwu          | 550.368                               | 19,10                                 | 158,06                                | 600.529                                        |
| Kreis Teng            | 835.470                               | 28,99                                 | 211,73                                | 1.032.822                                      |
| Kreis Mengshan        | 192.953                               | 6,69                                  | 150,86                                | 219.872                                        |
| Stadt Cenxi           | 772.113                               | 26,79                                 | 277,44                                | 898.166                                        |

| Administrative Gliederung Wuzhous                      | Administrative Gliederung Wuzhous | Administrative Gliederung Wuzhous      | Administrative Gliederung Wuzhous | Administrative Gliederung Wuzhous | Administrative Gliederung Wuzhous | Administrative Gliederung Wuzhous | Administrative Gliederung Wuzhous | Administrative Gliederung Wuzhous | Administrative Gliederung Wuzhous | Administrative Gliederung Wuzhous | Administrative Gliederung Wuzhous |
| ------------------------------------------------------ | --------------------------------- | -------------------------------------- | --------------------------------- | --------------------------------- | --------------------------------- | --------------------------------- | --------------------------------- | --------------------------------- | --------------------------------- | --------------------------------- | --------------------------------- |
| Wan- xiu Chang- zhou Longxu Cangwu Teng Mengshan Cenxi |                                   |                                        |                                   |                                   |                                   |                                   |                                   |                                   |                                   |                                   |                                   |
| administrative Kennziffer                              | Name                              | Pinyin / Zhuang                        | Fläche (km²)                      | Sitz der Volksregierung           | Postleitzahl                      | administrative Untergliederungen  | administrative Untergliederungen  | administrative Untergliederungen  | administrative Untergliederungen  | administrative Untergliederungen  | administrative Untergliederungen  |
| administrative Kennziffer                              | Name                              | Pinyin / Zhuang                        | Fläche (km²)                      | Sitz der Volksregierung           | Postleitzahl                      | Straßenviertel                    | Groß gemeinden                    | Gemeinden                         | davon: Nationalitäten gemeinden   | Einwohner gemeinschaften          | Dörfer                            |
| 450400                                                 | Stadt Wuzhou                      | Wúzhōu Shì / Vuzcouh Si (Ngouzcouh Si) | 12588                             | Changzhou                         | 543000                            | 9                                 | 53                                | 4                                 | 2                                 | 136                               | 862                               |
| 450403                                                 | Stadtbezirk Wanxiu                | Wànxiù Qū / Vansiu Gih                 | 439                               | Chengdong                         | 543000                            | 7                                 | 3                                 |                                   |                                   | 48                                | 31                                |
| 450405                                                 | Stadtbezirk Changzhou             | Chángzhōu Qū / Cangzcouh Gih           | 378                               | Datang                            | 543000                            | 2                                 | 2                                 |                                   |                                   | 10                                | 27                                |
|                                                        | Stadtbezirk Longxu                | Lóngxū Qū / Lungzhih Gih               | 981                               | Longxu                            | 543100                            |                                   | 4                                 |                                   |                                   | 9                                 | 70                                |
| 450421                                                 | Kreis Cangwu                      | Cāngwú Xiàn / Canghvuz Yen             | 2782                              | Shiqiao                           | 543100                            |                                   | 9                                 |                                   |                                   | 10                                | 134                               |
| 450422                                                 | Kreis Teng                        | Téng Xiàn / Dwngz Yen                  | 3946                              | Tengzhou                          | 543300                            |                                   | 15                                | 1                                 |                                   | 27                                | 266                               |
| 450423                                                 | Kreis Mengshan                    | Méngshān Xiàn / Mungzsanh Yen          | 1279                              | Mengshan                          | 546700                            |                                   | 6                                 | 3                                 | 2                                 | 6                                 | 78                                |
| 450481                                                 | Stadt Cenxi                       | Cénxī Shì / Cinzhih Si                 | 2783                              | Cencheng                          | 543200                            |                                   | 14                                |                                   |                                   | 26                                | 256                               |

## Söhne und Töchter der Stadt
- David Wong (1911–2008), Präsident des Baptistischen Weltbundes von 1975 bis 1980
- Lian Junjie (* 2000), Wasserspringer
- Morgan Hurd (* 2001), US-amerikanische Kunstturnerin
- Yan Haibin (* 2003), Sprinter